# Loligo forbesii
Loligo forbesii là một loài mực trong họ Loliginidae.
Loài này có thân dài, mảnh dẻ, dài đến 90 cm. Chúng sinh sống ở quanh British Isles, Địa Trung Hải, kéo dài qua Biển Đỏ đến bờ biển Trung Phi và Đại Tây Dương về phía nam đến vịnh Guinea. Tại Biển Celtic L. forbesii là một trong các loài cephalopoda dồi dào nhất.
Chúng sinh sống đến độ sâu 10–500 m. Trưởng thành tính dục ở tuổi 11–14 tháng; tuổi thọ trung bình 1,5 năm tuổi. Mỗi con cái mỗi lần đẻ trên đáy biển đến 100.000 quả trứng, con non nở ra dài 5–7 mm. Chúng chủ yếu ăn cá, cá trích cơm, lươn cát và các cephalopoda khác. Người ta không rõ việc chúng ăn thịt đồng loại hay không.